# Campeonato Mundial de Ciclismo BMX de 1998
El III Campeonato Mundial de Ciclismo BMX se celebró en Melbourne (Australia) entre el 24 y el 27 de julio de 1998 bajo la organización de la Unión Ciclista Internacional (UCI) y la Federación Australiana de Ciclismo.

## Resultados

### Masculino
| Evento  | Oro                        | Plata                      | Bronce                       |
| ------- | -------------------------- | -------------------------- | ---------------------------- |
| Carrera | Thomas Allier Francia      | Andy Contes Estados Unidos | Dylan Clayton Reino Unido    |
| Cruiser | Christophe Lévêque Francia | Dale Holmes Reino Unido    | Matthew Hadan Estados Unidos |

### Femenino
| Evento  | Oro                        | Plata                          | Bronce                            |
| ------- | -------------------------- | ------------------------------ | --------------------------------- |
| Carrera | Rachael Marshall Australia | Marie McGilvary Estados Unidos | Brigitte Busschers · Países Bajos |

## Medallero
| Núm. | País           | Oro | Plata | Bronce | Total |
| ---- | -------------- | --- | ----- | ------ | ----- |
| 1    | Francia        | 2   | 0     | 0      | 2     |
| 2    | Australia      | 1   | 0     | 0      | 1     |
| 3    | Estados Unidos | 0   | 2     | 1      | 3     |
| 4    | Reino Unido    | 0   | 1     | 1      | 2     |
| 5    | Países Bajos   | 0   | 0     | 1      | 1     |
|      | TOTAL          | 3   | 3     | 3      | 9     |